# Peter Maffay

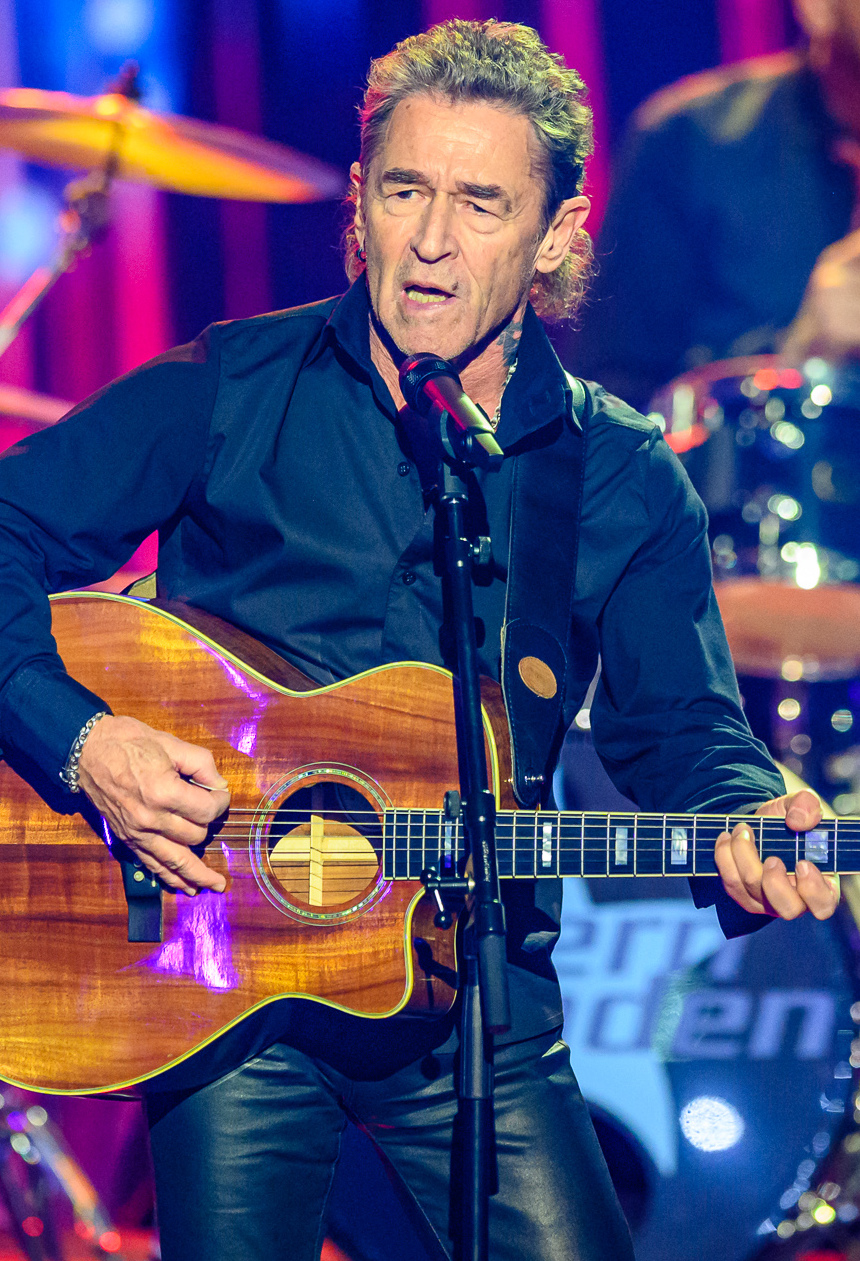
Peter Maffay (2019)

Peter Maffay (* 30. August 1949 als Peter Alexander Makkay in Brașov, Volksrepublik Rumänien) ist ein deutscher Sänger, Gitarrist, Komponist und Musikproduzent.
Zu Beginn seiner Karriere wurde er durch Schlager bekannt, danach wechselte er zum Deutschrock. Mit 21 Nummer-eins-Alben und über 50 Millionen verkauften Tonträgern ist er der erfolgreichste Künstler in den deutschen Charts. Darüber hinaus ist er Miterfinder der Märchen- und Zeichentrickfigur Tabaluga.

## Leben und Wirken

### Musikalische Anfänge
Peter Maffay wurde 1949 im rumänischen Brașov (Kronstadt) in Siebenbürgen als einziges Kind von Wilhelm Makkay (1926–2021) und dessen Frau Augustine Feltes (1928–1991) geboren. Sein Vater war Ungarndeutscher, seine Mutter siebenbürgisch-sächsischer Herkunft. Im August 1963 siedelten seine Eltern mit ihm nach Waldkraiburg bei Mühldorf am Inn in Bayern aus. Im Alter von sieben Jahren nahm er Geigenunterricht, den er bis zum Alter von 14 Jahren erhielt. Er wechselte von der Realschule auf das Ruperti-Gymnasium Mühldorf am Inn.
Mit Ferienarbeit auf der Baustelle verdiente er Geld für eine erste Gitarre. 1964 schloss sich Maffay als Gitarrist der neugegründeten Band The Beat Boys an, die später in The Dukes umbenannt wurde. Die Band spielte im Lokal Weißer Hirsch in Waldkraiburg, wo sie auch ihren ersten Übungsraum hatte, Lieder von Bob Dylan, The Pretty Things, Small Faces, Herman’s Hermits, Cream, The Lovin’ Spoonful, The Kinks und Donovan. Sie hatten Auftritte in der Region um Mühldorf und wurden auch im Umkreis bekannt.
Nachdem er 1968 das Gymnasium nach zweimaliger Nichtversetzung hatte verlassen müssen, begann er in München eine Lehre als Chemigraf, die er allerdings zugunsten seiner Karriere als Musiker nicht abschloss. In München traf er seine ehemalige Schulkameradin Margaret Kraus wieder, die Tochter von Alfred Kraus. Sie gründeten gemeinsam das Folk-Beat-Duo Peter & Margit, bei dem er das erste Mal auch sang. Sie spielten im Münchner Club Song Parnass Songs von Bob Dylan, Peter, Paul & Mary, den Kinks, Rolling Stones, Pete Seeger, Tom Paxton und Paul Simon. Sie sangen die Lieder auf Deutsch, Englisch, Französisch, Spanisch, Ungarisch, Rumänisch und Russisch – alles Sprachen, die Maffay auch beherrscht. Für einen Auftritt erhielten sie 10 DM pro Person. Das Duo veröffentlichte auch eine Single.

### Karriere

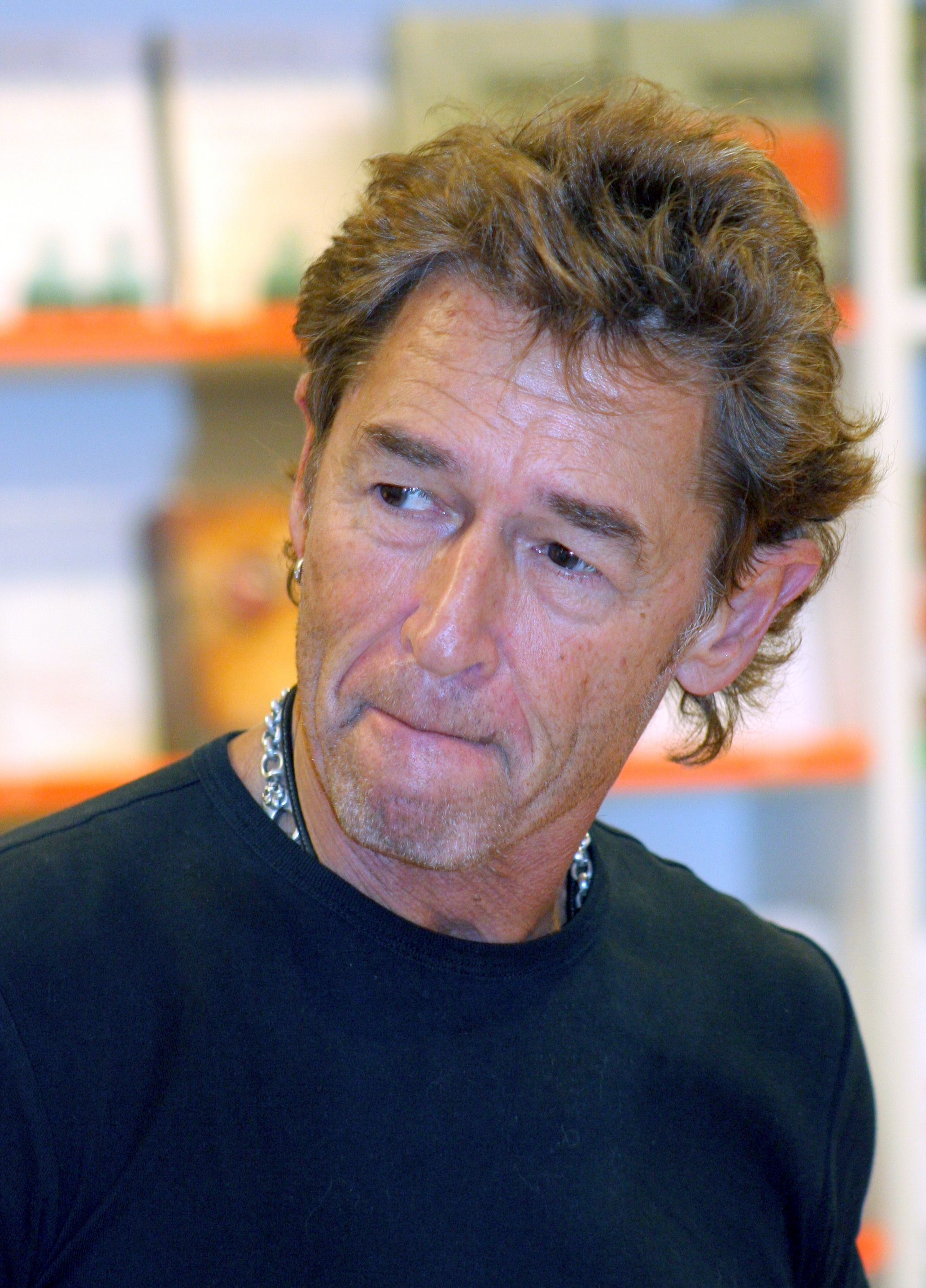
Peter Maffay (2009)

1969 wurde Michael Kunze auf Maffay aufmerksam, als er auf der Suche nach Nachwuchsinterpreten für selbstgetextete Lieder war. Im Januar 1970 wurde das von Kunze produzierte Du als erste Single des noch minderjährigen Maffay veröffentlicht (damals galt Volljährigkeit erst ab 21 Jahren). Im März 1970 hatte er seinen ersten Fernsehauftritt in der ZDF-Hitparade. Der Auftritt machte ihn in Deutschland bekannt, und Du wurde der größte deutschsprachige Hit des Jahres 1970. Gleichzeitig platzierte sich der Song auch in den Hitparaden der Niederlande (Gold), Norwegens, Österreichs, Belgiens (Gold) und der Schweiz. Es wurden über eine Million Singles verkauft. Der Erfolg von Du wurde mit den Anschlusssingles nicht erreicht, mit seinem Manager Michael Conradt wechselte 1973 auch der Stil, was sich zuerst an Samstag abend in unserer Straße zeigte. Während der restlichen 1970er Jahre unternahm er zusammen mit dem deutschen Singer-Songwriter Johnny Tame als Tame & Maffay auch Ausflüge in den Country-Rock.
Ende der 1970er und Anfang der 1980er Jahre vollzog Maffay einen stilistischen Wandel zum Deutschrocker. Mit dem 1,6 Millionen Mal verkauften Album Steppenwolf, seinerzeit ein Verkaufsrekord, gelang Maffay 1979 der Sprung an die Spitze der Albumcharts. Auf dem Album ist sein zweiter Nummer-eins-Hit So bist Du enthalten. Noch erfolgreicher war 1980 das folgende Album Revanche mit dem Karat-Song Über sieben Brücken mußt du gehn. Bis heute wurden davon über 2,1 Millionen Platten verkauft.
Einen Tiefpunkt seiner Karriere erlebte er 1982, als er in mehreren deutschen Städten im Vorprogramm der Rolling Stones auftrat, aber bei den Konzertbesuchern kaum Akzeptanz fand. So wurde Maffay beim Tourauftakt in Hannover von Peter Wolf, dem Sänger der J. Geils Band, mit der sarkastischen Frage angekündigt, ob man Schlager möge. Während seines anschließenden Auftritts wurde Maffay und seine Band mit Gegenständen beworfen. In der Folge flogen bei weiteren Auftritten Tomaten und Eier auf die Bühne.
Zum 40-jährigen Bühnenjubiläum nahm Maffay das Album Tattoos auf, das bis auf ein gesangloses Intro und das Lied Wir verschwinden Neuaufnahmen seiner größten Hits enthält. Die neuen Versionen entstanden mit Unterstützung des Wroclaw Score Orchestra. Mit Tattoos kam Peter Maffay zum 14. Mal auf Platz 1 der Albumcharts, womit er der Rekordhalter in Deutschland ist. Es war sein 41. Album in den Charts; die vorherigen Alben waren zusammengerechnet über 1000 Wochen in den deutschen Albumcharts, einschließlich Tabaluga und die Zeichen der Zeit. 2011 nahm er gemeinsam mit Bushido und Sido für deren Album 23 mit Erwachsen sein eine Neuauflage seines Hits Nessaja auf.
Bisher verkauften sich 13 seiner Alben über eine Million Mal, 20 seiner Alben erreichten Platz eins in den Albumcharts, beides die höchste Anzahl eines Künstlers in Deutschland. Insgesamt verkaufte Maffay über 40 Millionen Tonträger. Seine Tourneen hatten zum Teil über 700.000 Besucher pro Tour, einzelne Konzerte bis zu 120.000 Besucher.
Nach über 55-jähriger Karriere startete Maffay seine im September 2023 angekündigte Farewell-Tournee, die im Juli 2024 mit einem Konzert in Leipzig endete und seinen verbindlichen Abschied von den musikalischen Großveranstaltungen bedeutet.

#### Band
In der Folge der stilistischen Umorientierung kristallisierte sich eine Stammbesetzung der musikalischen Begleitband heraus. Die Rhythmusgruppe bestand bis 1988 aus Bertram Engel (Schlagzeug) und Steffi Stephan (Bass), seit 2017 auch aus Charly Klauser. Seit Stephans Rücktritt aus der Band besetzte diese Position Ken Taylor, kurzzeitig auch Colin Hodgkinson.
Die Keyboards wurden überwiegend von Jean-Jacques Kravetz gespielt, dessen Sohn Pascal Kravetz 1988 erstmals live mitspielte. Zwischen 1980 und 1985 war zudem Thomas Glanz, von 1986 bis 1988 der Arrangeur und Komponist Tony Carey als Keyboarder für Maffay tätig.
Zahlreiche Gitarristen spielten bisher in der Peter-Maffay-Band, unter anderem der 2023 verstorbene Andreas Becker (1989–2004), Carl Carlton (seit 1986), der mit einer kurzen Unterbrechung (2005–2008) auch Songwriter und im Verbund mit Bertram Engel hauptsächlicher Produzent ist, Alvin Lee (1991), sowie Peter Keller ab 2004. Wichtigster und einflussreichster Gitarrist war Frank Diez, Gründungsmitglied der Peter-Maffay-Band und 30 Jahre lang von 1974 bis 2004 kongenialer Mitstreiter und Kreativpartner von Peter Maffay.
Vereinzelt tauchten auch Bläser im Maffay-Arrangement auf, wie beispielsweise der Saxophonist Eddie Taylor (bis 1997). Jon Robert Smith (Saxophon) und Steve Howard (Trompete) sind seit 2001 regelmäßig wiederkehrend in der Band. Seit 2014 wirkt der Saxophonist Everette Harp bei Aufnahmen und in Livekonzerten mit; seit der Aufnahme des MTV-Unplugged-Albums 2017 auch Bläser Frank Mead.

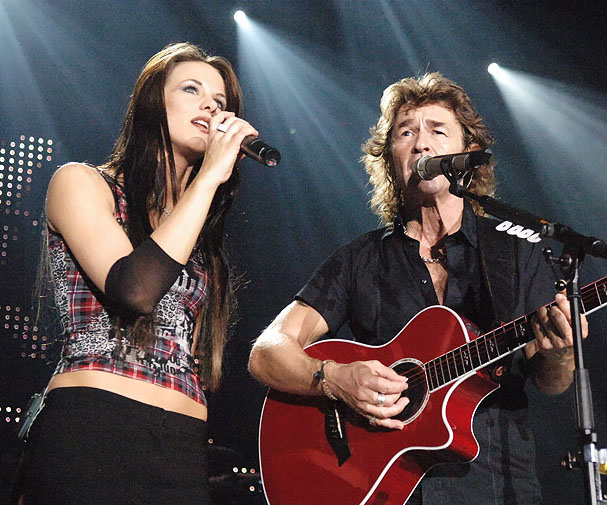
Mayque und Peter Maffay, 2005

Insbesondere bei Live-Auftritten wirken bei Peter Maffay oft Gäste mit, denen er Raum für einen eigenen musikalischen Block einräumt. Zu ihnen gehörten zum Beispiel Anastacia, John Mayall, Julia Neigel, Chris Thompson, Johnny Tame und Meike Anlauff (Mayque). Mit Neigel verbindet ihn eine enge Zusammenarbeit. Sie schrieb für ihn die Texte für Freiheit, die ich meine, Siehst du die Sonne und als Mitautorin Gib die Liebe nicht auf.

#### Deutsche RockRadio Gesellschaft

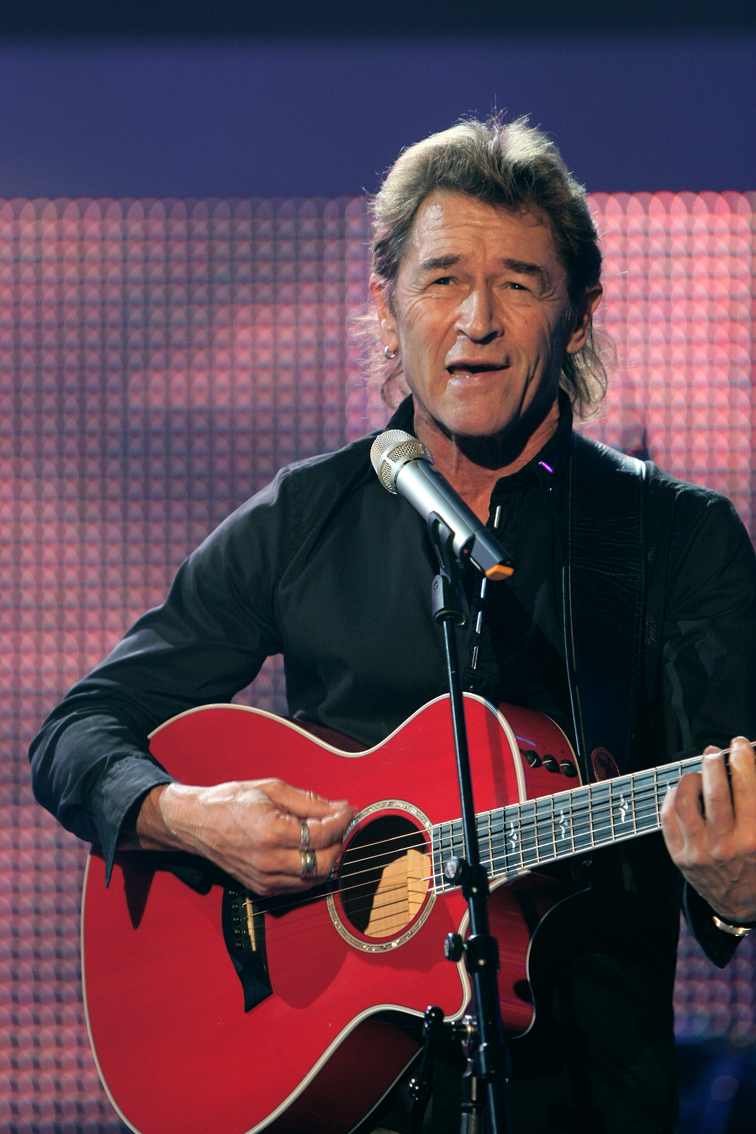
Peter Maffay (2008)

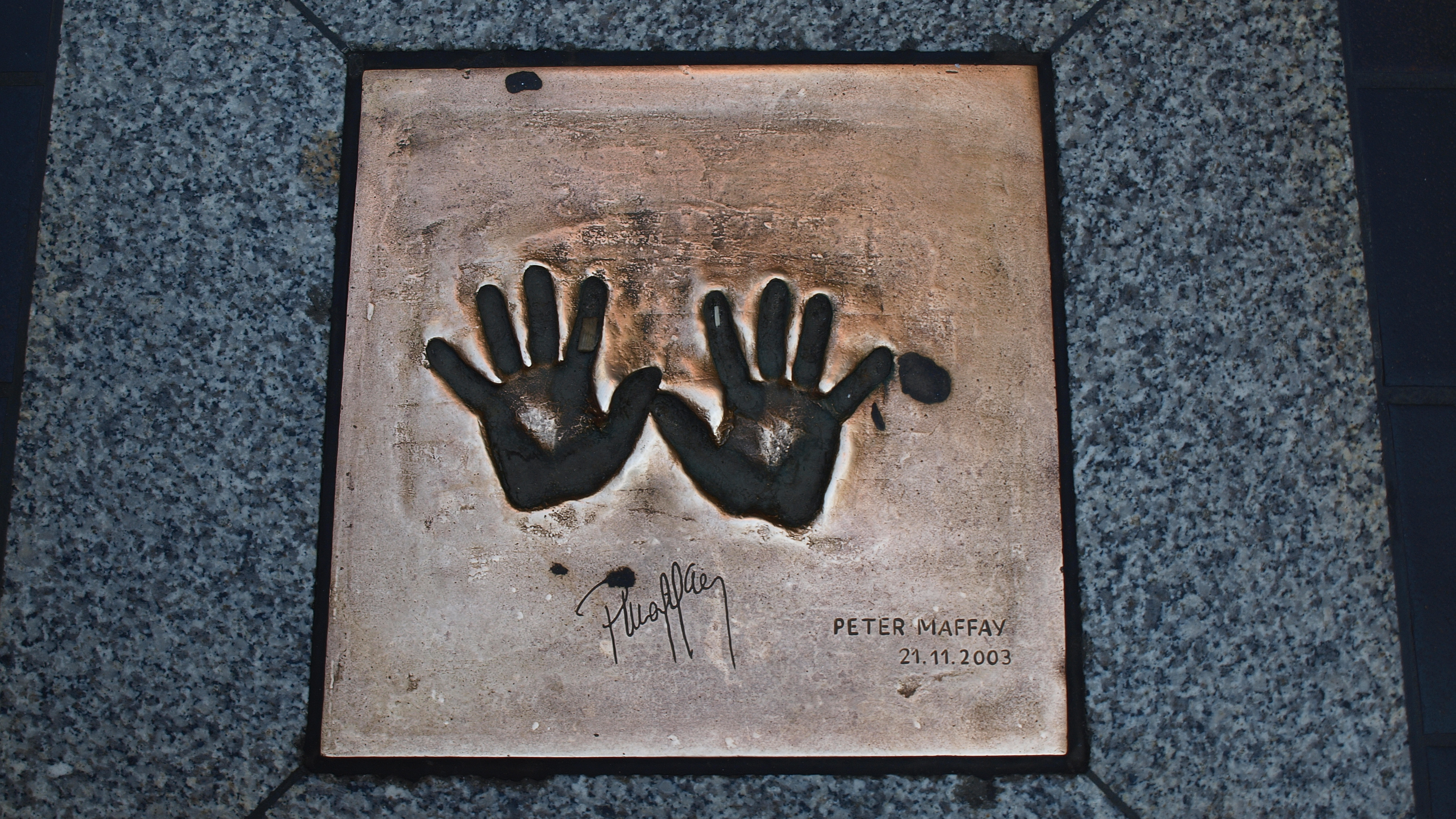
Maffays Handabdruck in der Lloyd-Passage in Bremen

Mit den Musikerkollegen Marius Müller-Westernhagen, Scorpions und Klaus Lage gründeten er Ende der 1990er Jahre die Deutsche RockRadio GmbH. Ziel ist die Förderung von Rockmusik in der pop-orientierten Radiolandschaft. Im August 1998 startete das erste landesweite Programm der Musiker, Rockland Radio.

#### Jenseits der Rockmusik
Neben der Rockmusik kreierte Maffay mit der Tabaluga-Reihe ein Märchen, das sechs Alben umfasst. In den 1990er Jahren wurde das dazugehörige Musical als Tourneetheater und von 1999 bis 2001 auch fest in Oberhausen aufgeführt. Außerdem wurden 78 Zeichentrickfolgen dazu produziert. 2015 erschien das bisher letzte Album Tabaluga – Es lebe die Freundschaft.
Sein 1998 erschienenes Album Begegnungen beschritt neue Wege: Maffay spielte hier mit Künstlern aller Kontinente; unter anderem mit der Aborigines-Band Yothu Yindi und Musikern aus Israel. Ziel dieser Zusammenarbeit war es, Gelder einzuspielen, um gemeinsam mit World Vision Deutschland Entwicklungshilfeprojekte unter dem Titel Begegnungen – Eine Allianz für Kinder zu fördern. Dies setzte er 2006 mit der Tour Begegnungen – Eine Allianz für Kinder fort, an der unter anderem auch Shantel teilnahm.
Maffay spielte in zwei Filmen von Peter Patzak die Hauptrolle: 1986 in Der Joker und 1999 in Gefangen im Jemen. Außerdem spielte er eine Nebenrolle im Spielfilm Der Eisbär. Im August 2009 veröffentlichte Maffay seine erste offizielle Biografie Auf dem Weg zu mir, niedergeschrieben von dem freien Journalisten Edmund Hartsch. Im Juli 2010 porträtierte die ARD ihn in ihrer Sendereihe Deutschland, deine Künstler.
Im November 2011 hielt Maffay die Laudatio für den Rapper Bushido, der mit dem Bambi-Integrationspreis ausgezeichnet wurde. Einen Monat nach der Preisverleihung distanzierte sich Maffay jedoch von dem Rapper, nachdem es bei der Talk-Show Markus Lanz zu heftigen Diskussionen gekommen war. Maffay erklärte, Bushido habe sich zwar von diskriminierenden, gewaltverherrlichenden Inhalten distanziert, aber bisher die Konsequenz vermissen lassen, die Songs und Videos vom Markt zu nehmen. Außerdem fehle eine Zusage, in Zukunft auf Veröffentlichungen dieser Art zu verzichten. Bei der Echoverleihung 2012 setzte Bushido den Disput mit der an Maffay gerichteten Bemerkung: „Wir sind politisch unkorrekt“, fort.
Im August 2015 wurde ihm zu Ehren an der Allgemeinschule Nr. 12 in Brașov, die er von 1955 bis 1963 besuchte, in seinem Beisein eine zweisprachige Gedenktafel enthüllt. Gleichzeitig wurde ihm die Ehrenbürgerschaft der Stadt verliehen und er zum Kulturbotschafter Brașovs ernannt.
Seit November 2019 gibt es beim Radiosender R.SA die Peter Maffay Radio Show, die in der ersten Staffel von Maffay und Daniel Neumann moderiert wurde. Ab der zweiten Staffel, die von Maffay und Henriette Fee-Grützner moderiert wurde, lief parallel zur Radioshow bei R.SA die Serie Red Rooster TV bei MagentaTV, zu der in jeder Folge Gäste aus verschiedenen Bereichen eingeladen werden. 2022 wirkte er in der 12. Staffel der Gesangs-Castingshow The Voice of Germany als Coach neben Rea Garvey, Stefanie Kloß und Mark Forster mit und belegte mit seinem Kandidaten Julian Pförtner den zweiten Platz.

### Gesellschaftliches Engagement

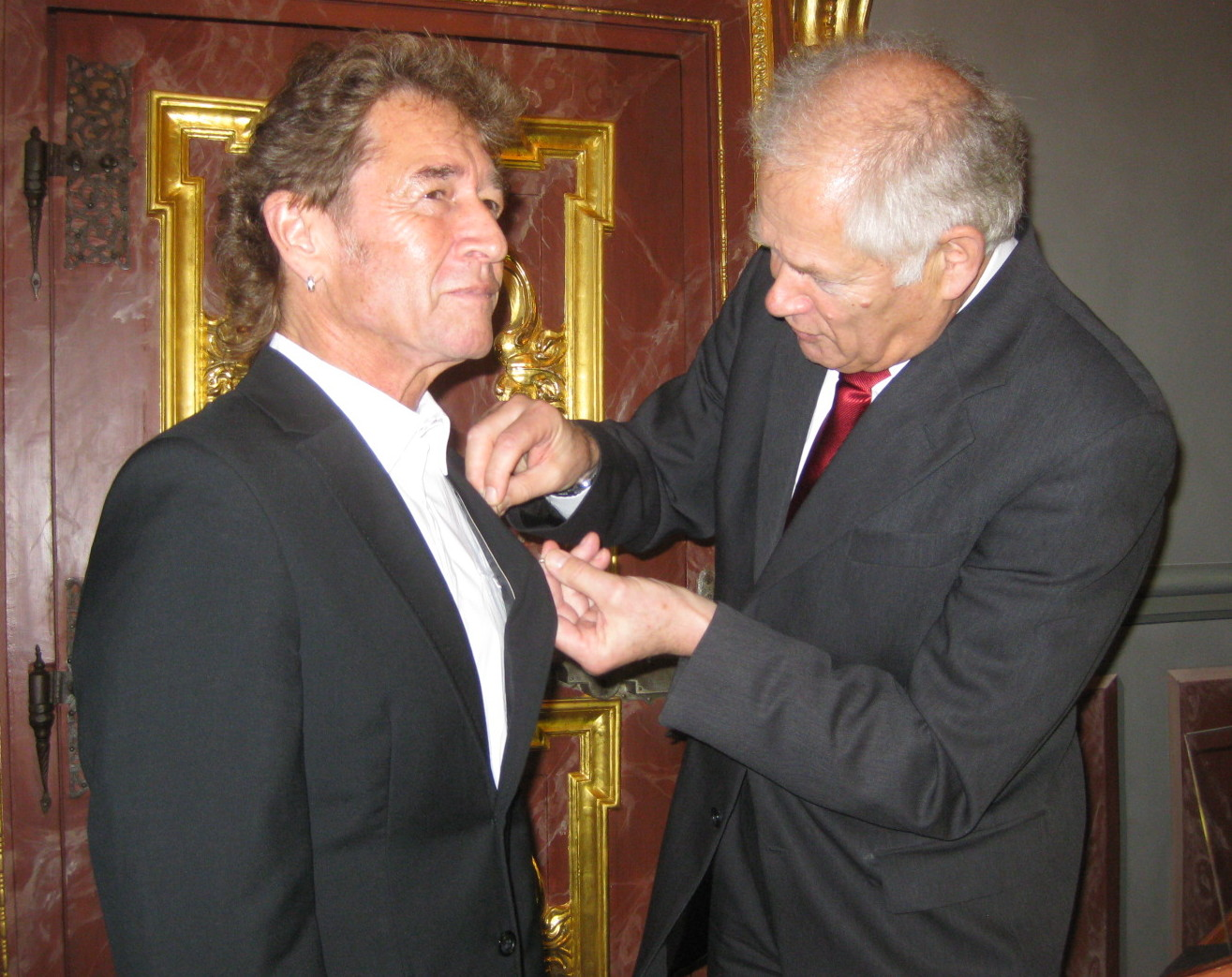
Verleihung des Courage-Preises 2010 an Peter Maffay

Neben seiner künstlerischen Arbeit ist Peter Maffay politisch und gesellschaftlich engagiert und verleiht seinen Ansichten zum Teil auch in Liedern Ausdruck; so bspw. in dem Titel Eiszeit, der Kriege und Umweltprobleme thematisiert. Er ist in der Friedensbewegung aktiv und gab 2005 ein Konzert bei den deutschen ISAF-Truppen in Afghanistan. 2008 sang er zusammen mit Rolf Zuckowski und Nena den Themensong zur Aktion Ein Herz für Kinder.
Bereits seit den 1980er Jahren engagiert er sich intensiv für soziale Projekte, die Umwelt, den Frieden, gegen Gewalt, Diktatur und Rassismus. Er gründete im Jahr 2000 die Peter Maffay Stiftung, die jährlich rund 1800 benachteiligten, kranken und traumatisierten Kindern in vier Ferieneinrichtungen in Deutschland, Spanien und Rumänien eine Auszeit inmitten der Natur bietet.
Für sein soziales Engagement erhielt er u. a. 1996 und 2008 das Bundesverdienstkreuz, 2001 die Goldene Henne, 2003 die polnische Auszeichnung Kavalier des Ordens des Lächelns, 2004 den Deutschen Canto Kulturpreis sowie 2006 den erstmals vergebenen World Vision Charity Award. Die Peter Maffay Stiftung erhielt zudem 2011 den Ehrenpreis des Deutschen Nachhaltigkeitspreises sowie den Echo als Sonderpreis für gesellschaftliches Engagement.
Peter Maffay ist Schirmherr der Tabaluga-Kinderstiftung und stellte ihr eine Abbildung des Tabaluga-Drachen als Stiftungslogo zur Verfügung. Er ist außerdem offizieller Botschafter für die Deutsche José Carreras Leukämie-Stiftung und unterstützt World Vision Deutschland als prominenter Kinderpate. Er widmete den Song Children of the World dem Deutschen Kinderpreis von World Vision.
Deshalb wurde ihm am 15. November 2011 die Martin Buber-Plakette verliehen.
Peter Maffay engagiert sich gegen Rassismus und für Toleranz und ist ein Unterstützer der Amadeu Antonio Stiftung. Am 2. Dezember 2011 trat er zusammen mit Udo Lindenberg, Julia Neigel, Clueso und Silly beim Protestfestival Rock gegen Rechts wegen der NSU-Mordserie in Jena vor 60.000 Menschen auf. Im Jahr 2015 wurde Peter Maffay zum Botschafter für Demokratie und Toleranz vom Bündnis für Demokratie und Toleranz ausgezeichnet.
Seit 2012 ist Maffay einer der deutschen Botschafter der UN-Dekade Biologische Vielfalt. Maffay agierte in der deutschen Version des Benefiz-Songs Do They Know It’s Christmas von Band Aid mit, der am 21. November 2014 veröffentlicht wurde.
Im Zuge der Flüchtlingskrise in Europa 2015 plädierte Maffay für einen ehrlichen Umgang mit den Problemen und Schwierigkeiten, die bei der Integration vieler Zuwanderer aus anderen Kulturen entstehen würden. Neben dem Spracherwerb sei Respekt vor den Werten der neuen Heimat die wichtigste Voraussetzung für die Integration.
Seit Juli 2016 ist Peter Maffay Pate der Nürnberger Wilhelm-Löhe-Schule bei Schule ohne Rassismus – Schule mit Courage.
Peter Maffay war Teilnehmer der Bundesversammlung am 12. Februar 2017 zur Wahl des deutschen Bundespräsidenten 2017. Er wurde von den saarländischen Sozialdemokraten nominiert.
Maffay verklagte den NDR vor dem LG Hamburg wegen eines 2018 entstandenen Radiobeitrags und Berichts über angebliche rassistische Beleidigungen, Drohungen, Schläge, Tritte in seiner Fundația Tabaluga (Tabaluga-Stiftung) und im Tabalugahaus im rumänischen Dorf Roadeș (Radeln), worüber Zeugen berichteten. Ebenfalls seit 2018 befindet sich Maffay auf der Liste der Preisträger der Buber-Rosenzweig-Medaille.
Peter Maffay ist Mitglied im Kuratorium der DFL Stiftung der Deutschen Fußball Liga.

### Ehen und Kinder
Peter Maffay ist zum fünften Mal verheiratet. 1975 heiratete er Petra Küfner, die beiden trennten sich 1979. Im Jahr 1981 gab er der befreundeten Musikerin und damaligen Lehramtsstudentin Chris Heinze das Jawort, diese Ehe hielt bis 1986. Ein Jahr zuvor hatte das in Tutzing am Starnberger See lebende Paar eine Tochter adoptiert. Von 1990 bis 2000 war Maffay mit der Promotion-Agentin Michaela Herzeg verheiratet. Sie trennten sich 1999.
Danach war Maffay mit Tania Spengler liiert, die er 2003 heiratete; im selben Jahr wurde der gemeinsame Sohn Yaris Makkay geboren. Die Familie lebte in Tutzing sowie auf einer Finca auf Mallorca. Anfang Dezember 2015 wurde bekannt, dass sich das Paar getrennt hat. Im August 2020 wurde die Ehe mit Spengler geschieden.
Die Gymnasiallehrerin Hendrikje Balsmeyer aus Halle (Saale) wurde seine neue Partnerin und ist seit November 2018 Mutter einer gemeinsamen Tochter; im April 2022 heiratete das Paar. Die Familie lebt in Tutzing, wo Maffay auch das Tonstudio Red Rooster / Tabaluga Enterprise betreibt.

## Auszeichnungen
- 1975: Deutscher Schallplattenpreis
- 1979: Bravo Otto in Silber (Kategorie Sänger)
- 1980: Deutscher Schallplattenpreis
- 1980: Bravo Otto in Silber (Kategorie Sänger)
- 1980: Bambi
- 1981: Deutscher Schallplattenpreis
- 1982: Bravo Otto in Bronze (Kategorie Sänger)
- 1982: Deutscher Schallplattenpreis
- 1984: Deutscher Schallplattenpreis
- 1985: Deutscher Schallplattenpreis
- 1985: Deutscher Musikpreis
- 1988: Deutscher Schallplattenpreis
- 1988: Goldene Europa (insgesamt 8× von 1970 bis 1998)[51]
- 1989: Deutscher Schallplattenpreis
- 1993: RSH-Gold[52]
- 1995: Goldene Kamera
- 1995: Echo (beste Live-Produktion)
- 1995: Paul-Lincke-Ring
- 1996: Bundesverdienstkreuz am Bande der Bundesrepublik Deutschland
- 1997: RSH-Gold (Tour des Jahres)[53]
- 1997: Echo (Künstler des Jahres national)
- 1999: RSH-Gold[54]
- 2001: DVD Champion (Kategorie Musik)
- 2001: Goldene Akustikus
- 2001: Goldene Henne
- 2001: World Music Award (meistverkaufte Tonträger)
- 2001: Konrad-Adenauer-Preis der Deutschland-Stiftung
- 2002: Echo (Künstler des Jahres national)
- 2003: Bambi
- 2003: Mall of Fame
- 2003: Orden des Lächelns
- 2003: Munich Olympic Walk of Stars
- 2003: Handabdruck auf der Mall of Fame in Bremen
- 2004: Deutscher Canto Kulturpreis[26]
- 2005: Goldene Stimmgabel
- 2005: Fred-Jay-Preis
- 2006: World Vision Charity Award
- 2006: Steiger Award
- 2006: DIVA – Deutscher Entertainment Preis (Artist of the Year, Künstler des Jahres)
- 2006: LEA Live Entertainment Award (Kategorie Erfolgreichste Tournee)
- 2007: Bayerischer Verdienstorden
- 2007: Erich-Kästner-Preis des Presseclubs Dresden e. V.
- 2007: Fleurop Emotion Award
- 2007: Goldene Erbse
- 2007: Kulturpreis der Otmar-Alt-Stiftung
- 2008: Bundesverdienstkreuz I. Klasse der Bundesrepublik Deutschland
- 2008: OnlineStar für maffay.de
- 2009: Ehrenpreis der Hans-Rosenthal-Stiftung für sein großes soziales und humanitäres Engagement[55][56]
- 2009: Humanitärer Preis der deutschen Freimaurer[57]
- 2009: Ehrenbürgerwürde der Gemeinde Tutzing
- 2010: Nationaler Verdienstorden Rumäniens Pentru Merit în grad de Comandor[58][59][60]
- 2010: Courage-Preis
- 2010: Echo (Kategorie Lebenswerk)
- 2010: Bayerische Verfassungsmedaille in Silber
- 2011: Goldene Blume von Rheydt[61]
- 2011: Deutscher Nachhaltigkeitspreis 2011
- 2011: Martin Buber-Plakette der Stichting Euriade
- 2012: Toleranzpreis der Evangelischen Akademie Tutzing
- 2013: Echo (Kategorie Bester Nationaler Live-Act)
- 2013: LEA Live Entertainment Award (Kategorie Show des Jahres)
- 2013: Goldenes Schlitzohr
- 2013: Radiopreis SIEBEN (Live-Act National)[62]
- 2014: Echo (Soziales Engagement)
- 2014: Bayerische Staatsmedaille für soziale Verdienste
- 2015: Leibniz-Ring-Hannover[63]
- 2015: Ehrenbürger von Brașov
- 2015: Siebenbürgisch-Sächsischer Kulturpreis
- 2016: Karl-Kübel-Preis
- 2017: St. Georgs Orden (Dresden)[64]
- 2018: Buber-Rosenzweig-Medaille
- 2018: Europäischer Kulturpreis Taurus
- 2020: Nachhaltigkeitspreis der Sächsischen Hans-Carl-von-Carlowitz-Gesellschaft e. V. zur Förderung der Nachhaltigkeit (Carlowitz-Gesellschaft e. V.)[65]
- 2022: Frankfurter Musikpreis[66][67]
- 2023: Bambi für sein Lebenswerk[68]

## Diskografie
Studioalben

| Jahr | Titel                                 | Höchstplatzierung, Gesamtwochen, AuszeichnungChartplatzierungen (Jahr, Titel, Platzierungen, Wochen, Auszeichnungen, Anmerkungen) | Höchstplatzierung, Gesamtwochen, AuszeichnungChartplatzierungen (Jahr, Titel, Platzierungen, Wochen, Auszeichnungen, Anmerkungen) | Höchstplatzierung, Gesamtwochen, AuszeichnungChartplatzierungen (Jahr, Titel, Platzierungen, Wochen, Auszeichnungen, Anmerkungen) | Anmerkungen                                                  |
| Jahr | Titel                                 | DE | AT | CH | Anmerkungen                                                  |
| ---- | ------------------------------------- | --- | --- | --- | ------------------------------------------------------------ |
| 1970 | Für das Mädchen, das ich liebe        | — | — | — | Erstveröffentlichung: 1970                                   |
| 1971 | Du bist wie ein Lied                  | DE42 (5 Wo.)DE | — | — | Erstveröffentlichung: 1971                                   |
| 1973 | Omen                                  | — | — | — | Erstveröffentlichung: 1973                                   |
| 1974 | Samstag abend in unserer Straße       | — | — | — | Erstveröffentlichung: 1974                                   |
| 1975 | Meine Freiheit                        | DE24 (6 Wo.)DE | — | — | Erstveröffentlichung: 1975                                   |
| 1976 | Und es war Sommer                     | DE4 Gold · (10 Wo.)DE | — | — | Erstveröffentlichung: 1976 Verkäufe: + 250.000               |
| 1977 | Tame & Maffay                         | DE24 (7 Wo.)DE | — | — | Erstveröffentlichung: 1977                                   |
| 1977 | Dein Gesicht                          | DE38 (3 Wo.)DE | — | — | Erstveröffentlichung: 1977                                   |
| 1979 | Steppenwolf                           | DE1 Platin · (63 Wo.)DE | — | — | Erstveröffentlichung: 1979 Verkäufe: + 500.000               |
| 1979 | Tame & Maffay 2                       | DE16 (22 Wo.)DE | — | — | Erstveröffentlichung: 1979                                   |
| 1980 | Revanche                              | DE1 ×2Doppelplatin · (59 Wo.)DE                                                                                                   | — | — | Erstveröffentlichung: 1980 Verkäufe: + 1.000.000             |
| 1982 | Ich will leben                        | DE1 Platin · (37 Wo.)DE | — | — | Erstveröffentlichung: 1982 Verkäufe: + 500.000               |
| 1984 | Carambolage                           | DE1 Platin · (38 Wo.)DE | — | CH6 (13 Wo.)CH | Erstveröffentlichung: 1984 Verkäufe: + 500.000               |
| 1985 | Sonne in der Nacht                    | DE1 Platin · (34 Wo.)DE | — | CH1 (17 Wo.)CH | Erstveröffentlichung: September 1985 Verkäufe: + 500.000     |
| 1988 | Lange Schatten                        | DE1 Platin · (24 Wo.)DE | — | CH5 (10 Wo.)CH | Erstveröffentlichung: 1988 Verkäufe: + 500.000               |
| 1989 | Kein Weg zu weit                      | DE1 Platin · (38 Wo.)DE | — | CH9 Gold · (10 Wo.)CH | Erstveröffentlichung: 1989 Verkäufe: + 525.000               |
| 1991 | 38317                                 | DE3 Platin · (37 Wo.)DE | — | CH31 (4 Wo.)CH | Erstveröffentlichung: 1991 Verkäufe: + 500.000               |
| 1992 | Freunde + Propheten                   | DE8 Gold · (16 Wo.)DE | — | CH35 (2 Wo.)CH | Erstveröffentlichung: 10. Oktober 1992 Verkäufe: + 250.000   |
| 1996 | Sechsundneunzig                       | DE1 Platin · (30 Wo.)DE | AT30 (5 Wo.)AT | CH6 (12 Wo.)CH | Erstveröffentlichung: 4. März 1996 Verkäufe: + 500.000       |
| 1998 | Begegnungen                           | DE5 Platin · (44 Wo.)DE | AT37 (3 Wo.)AT | CH8 Gold · (16 Wo.)CH | Erstveröffentlichung: 2. März 1998 Verkäufe: + 525.000       |
| 2000 | X                                     | DE2 ×3Dreifachgold · (34 Wo.)DE                                                                                                   | — | CH17 (9 Wo.)CH | Erstveröffentlichung: 27. März 2000 Verkäufe: + 450.000      |
| 2005 | Laut & leise                          | DE1 ×2Doppelplatin · (42 Wo.)DE                                                                                                   | AT47 (4 Wo.)AT | CH12 (8 Wo.)CH | Erstveröffentlichung: 31. Januar 2005 Verkäufe: + 400.000    |
| 2006 | Begegnungen – Eine Allianz für Kinder | DE9 Platin · (21 Wo.)DE | — | — | Erstveröffentlichung: 29. September 2006 Verkäufe: + 200.000 |
| 2008 | Ewig                                  | DE1 ×3Dreifachgold · (30 Wo.)DE                                                                                                   | AT55 (2 Wo.)AT | CH10 (8 Wo.)CH | Erstveröffentlichung: 29. August 2008 Verkäufe: + 300.000    |
| 2014 | Wenn das so ist                       | DE1 ×2Doppelplatin · (68 Wo.)DE                                                                                                   | AT8 Gold · (9 Wo.)AT | CH4 (19 Wo.)CH | Erstveröffentlichung: 17. Januar 2014 Verkäufe: + 407.500    |
| 2019 | Jetzt!                                | DE1 Gold · (29 Wo.)DE | AT23 (2 Wo.)AT | CH6 (7 Wo.)CH | Erstveröffentlichung: 30. August 2019 Verkäufe: + 100.000    |
| 2021 | So weit                               | DE1 (17 Wo.)DE | AT21 (2 Wo.)AT | CH5 (8 Wo.)CH | Erstveröffentlichung: 17. September 2021                     |

grau schraffiert: keine Chartdaten aus diesem Jahr verfügbar

## Filmografie (Auswahl)
Dokumentationen
- 2017: Peter und der Osten (MDR, 45 Minuten, 11. November 2017)[69][70]
- 2024: Maffay. (Das Erste, 90 Minuten, 30. August 2024)

Mitwirkungen
- 1971: Das haut den stärksten Zwilling um (Kinofilm)
- 1987: Der Joker (Kinofilm)
- 1989: Abenteuerreisen Island (TV-Reisedokumentation)
- 1991: Der Gorilla (Le Gorille. Fernsehserie, Folge Der Gorilla und die Operation Poker)
- 1995: Frankie (Fernsehminiserie)
- 1998: Der Eisbär (Kinofilm)
- 1999: Gefangen im Jemen
- 2017: Bullyparade – Der Film (Cameo)
- 2021: Sing – Die Show deines Lebens als Clay Callaway (Stimme)

## Schriften
- Auf dem Weg zu mir. C. Bertelsmann, München 2009, ISBN 978-3-570-01029-7 (unter Mitarbeit von Edmund Hartsch).
- Der 9. Ton. Gedanken eines Getriebenen. Kösel, München 2013, ISBN 978-3-466-37059-7 (unter Mitarbeit von Sascha Hellen).
- Hier und Jetzt: Mein Bild von einer besseren Zukunft. Lübbe, Köln 2020, ISBN 978-3-431-05004-2 (unter Mitarbeit von Gaby Allendorf).

### Liederbücher
- Heute vor dreißig Jahren (die besten Songs 1971–2001, arrangiert für Klavier, Gesang & Gitarre). Bosworth Music, Frechen 2001, ISBN 3-920127-63-3.